# Kent Bach
Kent Bach, född 1943, är en amerikansk filosof och professor emeritus vid San Francisco State University. Hans forskning har i första hand rört språkfilosofi, epistemologi och lingvistik.